# 주경중
주경중(1959년~)은 대한민국의 영화 감독이다.

## 학력
- 순천고등학교
- 한국외국어대학교 인도어과

## 생애
주경중은 여수시 출신으로 순천고를 졸업하고 한국외국어대학 인도어과를 졸업하였다. 외대 재학 시절 김태균, 김대우,장기철 감독 등과 함께 교내 영화 동아리 ‘울림’을 결성해 활동하면서 영화에 대한 애정을 키워나갔다. 주경중 감독의 충무로 생활은 상업영화로는 최초의 광주항쟁을 소재로 한 영화 <부활의 노래>(이정국 감독)[1]의 제작사 새빛영화제작소 대표를 맡으면서 시작하였다. 영화감독의 꿈은 2002년 함세덕 원작의 <동승>으로 이루었다. 영화 <동승>은 어머니를 애타게 기다리는 동자승 도념과 외모에 엄청 관심이 많은 사춘기 총각스님 정심, 그리고 때론 할아버지처럼 자상하고 때론 무서운 큰스님이 함께 지내면서 겪는 에피소드를 엮은 영화로 주경중 감독이 감독은 물론 각본, 제작까지 맡았다. <동승>은 2002-2003년에 걸쳐 베를제국제영화제, 시카고국제영화제, 상하이국제영화제 등 32개 국제영화제에서 초청 받았으며 아태영화제 최우수 작품상등 10여개의 국제영화제에서 수상하였다.

## 작품 활동
- 1991년 《부활의노래》
- 2003년 《동승》
- 2010년 《나탈리》
- 2011년 《현의 노래》
- 2015년 《영웅 안중근》
- 2023년 《동대문》[2]

## 수상
동승(2003년작)
- 2002년 상하이국제영화제 각본상
- 2003년 미국 티뷰론국제영화제 최우수아동영화상
- 2003년 프랑스 아노네국제영화제 관객상
- 2003년 아시아태평양영화제 최우수작품상 최우수촬영상
- 2003년 시카고영화제 관객상(Fest Of Best)
- 2003년 포루투칼 페스트로이아국제영화제 최우수신인배우상
- 2003년 한국영화평론가협회상 올해의 테스트10 한국 영화
- 2003년 황금촬영상영화제(황금촬영상) 동상(최찬규)